# Diòcesis dels Països Catalans
Les diòcesis que tenen seu als Països Catalans han sofert canvis territorials al llarg de la història. Les actuals són les següents: 

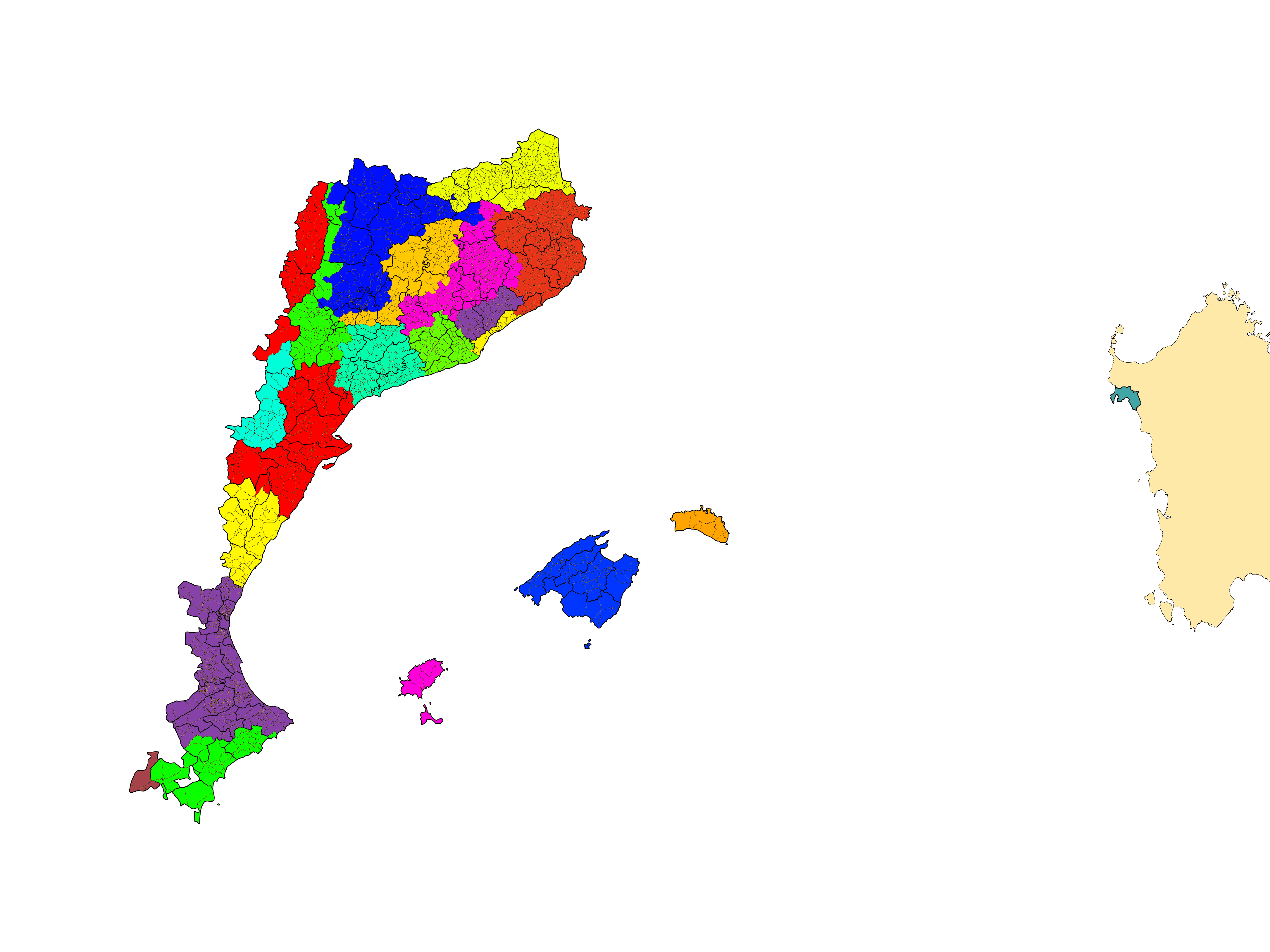
Mapa de tots els territoris de parla catalana agrupats en diòcesis.

## Província eclesiàstica de Tarragona
- Arquebisbat de Tarragona
- Bisbat d'Urgell
- Bisbat de Girona
- Bisbat de Solsona
- Bisbat de Vic
- Bisbat de Lleida
- Bisbat de Tortosa

## Província eclesiàstica de Barcelona
- Arquebisbat de Barcelona
- Bisbat de Terrassa
- Bisbat de Sant Feliu

## Catalunya del Nord
- Bisbat de Perpinyà, antigament Bisbat d'Elna

## Província eclesiàstica de València
- Bisbat de Sogorb-Castelló
- Arxidiòcesi de València
- Bisbat d'Oriola-Alacant
- Bisbat de Mallorca
- Bisbat de Menorca
- Bisbat d'Eivissa

Les comarques de la Franja de Ponent, malgrat la seva vinculació històrica als bisbats catalans, estan repartides entre els bisbats de Barbastre-Montsó i el de Saragossa. A la zona de la Ribagorça, a l'edat mitjana hi havia hagut el Bisbat de Roda; en ser suprimida, la seva diòcesi passà a engruixir el Bisbat de Lleida, fins a la creació del bisbat de Barbastre-Montsó, en què les parròquies administrativament aragoneses passaren a dependre del nou bisbat. També cal destacar que un municipi de la Franja,  Aiguavia de Bergantes (inclòs generalment al Matarranya tot i formar part oficialment del Baix Aragó) forma part de la diòcesi de Terol i Albarrasí.
L'Alguer és seu de la diòcesi de l'Alguer-Bosa, a la regió eclesiàstica de Sardenya.